# Kings (municipal county)
Kings, Municipality of the County of Kings – jednostka samorządowa (municipal county) w kanadyjskiej prowincji Nowa Szkocja powstała 17 kwietnia 1879 na bazie terenów hrabstwa Kings. Według spisu powszechnego z 2016 obszar county municipality, składający się z czterech (A, B, C, D) części (będących jednostkami podziału statystycznego (census subdivision)) to: 2094,05 km² (A: 1235,43 km², B: 346,15 km², C: 246,32 km², D: 266,15 km²), a zamieszkiwało wówczas ten obszar 47 404 osoby (A: 22 234 os., B: 11 858 os., C: 8093 os., D: 5219 os.).